# Droga krajowa B403 (Niemcy)
Droga krajowa 403 (Bundesstraße 403, B 403) – niemiecka droga krajowa przebiegająca z zachodu na południe od granicy z Holandią koło Emlichheim do Bad Bentheim w Dolnej Saksonii i dalej do skrzyżowania z autostradą A31 na węźle Ochtrup-Nord w Nadrenii Północnej-Westfalii.